# 卢克·杰克逊 (1985年)
卢克·杰克逊（英語：Luke Jackson，1985年1月1日—），澳大利亚男子拳击运动员。他曾代表澳大利亚参加2006年和2010年英联邦运动会拳击比赛，其中2006年英联邦运动会获得一枚铜牌。